# Cima d’Ambiez
Cima d’Ambiez – szczyt w Dolomitach Brenty, części Alp Wschodnich. Leży w północnych Włoszech w regionie Trydent-Górna Adyga. Normalna droga prowadzi z doliny Val d’Ambiez, ze schroniska Rifugio XII Apostoli.
Pierwszego wejścia 5 września 1880 r. dokonali George Gaskell, M. Holzmann oraz R. Kaufmann.